# Ореро
Ореро (італ. Orero, ліг. Oê) — муніципалітет в Італії, у регіоні Лігурія,  метрополійне місто Генуя.
Ореро розташоване на відстані близько 390 км на північний захід від Рима, 28 км на схід від Генуї.
Населення — 575 осіб (2014).

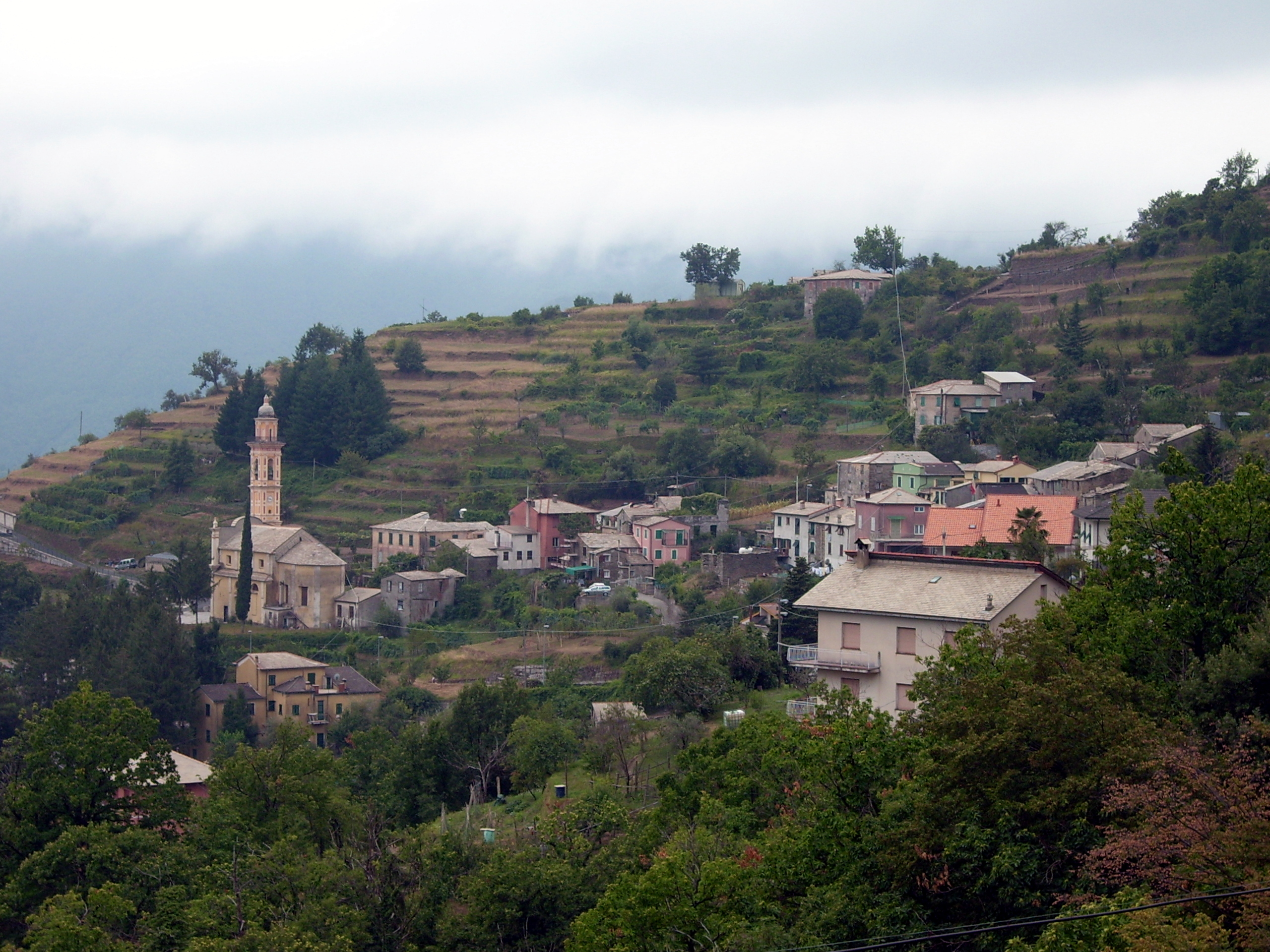

Щорічний фестиваль відбувається першої неділі травня та першої неділі після 16 липня. Покровитель — Madonna di Caravaggio.

## Демографія
Населення за роками:

Станом на 1 січня 2023 року в муніципалітеті офіційно проживало 20 іноземців з 9 країн, серед них 10 громадян країн Євросоюзу та 1 громадянин України.

## Сусідні муніципалітети
- Чиканья
- Корелья-Лігуре
- Лорсіка
- Реццоальйо
- Сан-Коломбано-Чертенолі